# (25468) Ramakrishna
(25468) Ramakrishna est un astéroïde de la ceinture principale d'astéroïdes.

## Description
(25468) Ramakrishna est un astéroïde de la ceinture principale d'astéroïdes. Il fut découvert le 6 décembre 1999 à Socorro (Nouveau-Mexique) par le projet LINEAR. Il présente une orbite caractérisée par un demi-grand axe de 2,35 UA, une excentricité de 0,12 et une inclinaison de 7,4° par rapport à l'écliptique.

## Compléments